# Rêkeftin
Rêkeftin, Acord Democràtic Kurd de Síria o Unió Democràtica Siriana (del kurd Rêkeftina Demoqrat a Kurdî ya Sûrî) és una organització política kurda sorgida el 2004 a partir de l'escissió del Partit de la Unió Democràtica i com a dissident del Kongragel, dirigida per Kemal Şahin (també conegut com a Saleh Nuri o Kemale Sor) i altres militants que van formar aliança amb el Partit Patriòtic Democràtic del Kurdistan. Dos dels membres destacats del grup, un d'aquests Sahin, foren assassinats el 17 de febrer de 2005 a Sulaymaniyya. Vuit membres de l'antic Partit dels Treballadors del Kurdistan (PKK) foren posteriorment detinguts pels iraquians per la connexió amb aquest atemptat.